# Swedish Nitro
Swedish Nitro är en EP av det svenska punkrockbandet Puffball, utgiven 1999 på CD av Burning Heart Records och på 10"-vinyl av tyska Radio Blast Recordings.

## Låtlista
1. "Too Mean to Die"
2. "Constant Rotation"
3. "King of the Dragsters"
4. "Matt Walker"
5. "Barracuda"
6. "Evil Come Evil Go"
7. "Struck By Lightning" (Tank-cover)

## Medverkande musiker
- Magnus Forsberg – trummor
- Fredrik Lindgren – bas, bakgrundssång
- P-O Söderback – gitarr
- Mikael Tossavainen – gitarr, sång

### Fotnoter
1. ↑  ”Swedish Nitro”. Discogs.com. http://www.discogs.com/Puffball-Swedish-Nitro/release/1519578. Läst 13 april 2012.